# 工業生態學史
工業生態學起源於19世紀的想法和概念，其在科學研究領域中的建立，通常被歸功於一篇由Frosch和Gallopoulos共同撰寫的文章。該文獻致力於研究工業生態系統，並於1989年刊登在《科學美國人》的特刊中。

## 1960年代之前
至少自1940年代起，「工業生態學」一詞便常與「工業共生」相提並論。經濟地理學可能是最早使用這些術語的領域之一。舉例來說，在1947年發表的一篇文章中，George T. Renner將「工業位置的一般原則」稱為「工業生態學的法則」。
任何工業都傾向於選擇一個能夠最佳存取其成分或元素的地點。如果所有組成元素都被並置在一起，工業的位置就會被預先確定。然而，如果所需元素分散得很廣，工業的位置將選擇在存取成本最高，或是最難運輸的元素附近，該元素也將成為此工業的定位因素。
通常，一個工業的位置不能僅以其定位的成分元素來完全理解。產業之間存在著各種關係，有時簡單，但通常相當複雜，這些關係的進入使其複雜化。其中最主要的是產業共生現象，指的是兩個或兩個以上不同的產業聯合合作。仔細審視後，能發現產業共生被看作是兩種類型，分離型和聯合型。
產業共生的概念對於經濟地理領域來說並非新事物，因為相同的分類方式在Walter G. Lezius於1937年發表的文章《Geography of Glass Manufacture at Toledo, Ohio》中使用，該文同樣發表於《經濟地理學期刊》。「工業生態學」一詞也應用在不同的領域，曾出現在一篇1958年的論文中，該論文探討了城市化增加對生態的影響以及相關人民價值取向之間的關係，並在黎巴嫩進行案例研究。

## 1960年代
1963年，「工業生態學」被定義為「現代工業世界的複雜生態」用來描述工業體系之社會性質和複雜性。工業組織是社會而非機械系統。一家公司不僅僅是一個具有工作目的性的工作組織，更是一個擁有自己「政治體系」的社群。它涉及個人和個人群體之間權力的適當分配以及個人和群體的威望、影響力、地位和聲望等問題。
1967年，美國科學促進會主席在《實驗城市》[1]中寫道：「其中一個行業利用，或至少中和了另一個行業的廢物，即為產業共生的例子......」同一位作者於1970年談及《下一次工業革命》。他提出了物質和能源共享與重複使用的概念，這是他對新工業革命的核心提案。他引用農業的產業共生，作為實現這一目標的務實途徑。
下一次工業革命的目標是確保廢物的消失，其基礎在於廢物僅是我們目前尚未具備智慧所運用的某些物質。下一次工業革命將生成一個龐大的新產業，它將不再生產產品，而是重新處理廢物，使它們可以在工廠中再生為我們所需的物品。將城市建在鄉村附近，能使廢熱用於加快處理有機廢物的生物過程，再返回土地。這可能會形成一種巧妙的布局-發電廠位於足夠靠近使用中心的位置，以滿足需要電力的人們，同時在經濟上接近農業土地，以便廢熱可以在當地使用。以上案例可以是農業產業共生的一個例子。
在這些早期文章中，「工業生態學」被以其字面意義使用 。作為一個相互作用的工業實體系統。與自然生態系統的關係並不明確。另一方面，「產業共生」已經被清楚地定義為一種工業組織，而「共生」這一術語則是從生態科學中借用，用來描述工業系統中的一種類似現象。

## 1970年代
自1971年以來，日本工業政策研究所一直將工業生態學作為研究主題。他們對工業生態學的定義是「通過基於生態學的系統方法，研究人類活動與自然之間的動態和諧前景」（JIPRI, 1983）。該計劃已經產生了許多報告，但僅有日文版本。
工業生態學在早期的定義之一是由哈利·茲維·伊凡（Harry Zvi Evan），於1973年波蘭華沙的歐洲經濟委員會之研討會提出（該文章後來由伊凡在1974年發表在《國際勞工評論》（Journal for International Labour Review）的第110卷（3），第219–233頁）。伊凡將工業生態學定義為工業運營的系統性分析，包括技術、環境、自然資源、生物醫學方面以及制度和法律事務以及社會經濟方面等因素。
低生活水準是大多數發展中國家提高生產力，實現經濟增長的一個強大動機。人口持續增加時，是全球消費增加更為強大的驅動力。因此，對資源的需求壓力將繼續增加。與其對此表示懊惱，不如與之共同發展。只有通過轉向開放世界的工業生態學，透過地球上的良性工業革命和地外工業化，才能克服當前對增長的明顯限制。
許多現代工業生態學的元素在前蘇聯的工業部門中很普遍。例如，「kombinirovanaia produksia」（綜合生產）從前蘇聯的早期就存在，對形塑蘇聯的工業化模式起到了重要作用。 來自喬治亞的蘇聯科學家Fiodor Davitaya於1977年描述了將工業系統與自然系統類比作為清潔生產過渡期的理想模型。「Bezotkhodnoyi tekhnologii」（無廢技術）在前蘇聯的最後幾十年中被引入，為一種增加工業生產，同時限制環境影響的方式。
自然界運作時沒有任何廢棄物。被某些生物排斥的物質將成為其他生物的食物。基於這個原則組織工業，看起來是使用一些行業的廢棄物，成為其他行業的原材料。實際上是使用自然過程作為模型，因為在大自然中，解決所有出現的矛盾，是進步的動力。
工業社會的結構和內部運作，與自然生態系統相似。生態學中的概念，如棲息地、演替、營養層、限制因子和群集代謝，也能應用於研究工業社會的生態學。例如:在社會中的一個產業，可能因為外部限制性資源的動態變化，以及該社會的層次結構或代謝結構而增長或減少。在研究工業社會的生態學時，生態系統分析中使用的這些概念和方法是有用的。

## 1980年代
在1980年代，另一個相關術語「工業新陳代謝」的出現引起了關注。該術語被用作對工業活動的組織和運作的隱喻。在一篇捍衛「陸地碳循環的生物調節」的文章中，作者附上了一個非凡的括弧注釋：生命固有的特性，是指其將以指數方式增殖，直至遭遇以下限制：(1) 生物可利用的還原力的可用性(2) 一些關鍵營養物質的耗盡(3) 生命對自身環境造成的自毒效應。這些限制是普遍的，適用於微生物生態系統，同時也適用於看似不受限制的食物鏈頂端生物，如智人。在以人類為例，極限可能是由人類種族的「extrasomatic」工業代謝所產生的自毒效應所設定）。
1989年，有兩篇文章對工業生態學的歷史起到決定性的作用。第一篇文章標題為《工業代謝》，是由羅伯特·艾爾斯（Robert Ayres）所著。艾爾斯在這篇文章中實質上奠定了工業生態學的基礎，儘管這個術語在該文章中並未出現。在文章的附錄中，他進行了對生物圈和工業經濟作為物質轉化系統的理論探討，並從它們的比較中提出了可能學到的教訓。他提出以下內容。
我們可以將生物圈和工業經濟都視為物質轉化的系統。目前存在的生物圈幾乎是一個完美的物質回收系統，然而，當地球上的生命開始時，情況逐漸改變。現代的工業體系類似於生物演化的最早期，當時最原始的生物從原始生命時期積累的有機分子庫中獲取能量。我們迫切需要從生物圈中學習，並修改我們的工業代謝，這是經濟發展所必需的能量和價值產生過程。不僅應該提出這一長遠的命題，更應該堅定支持一種有助於減少對原材料開採、減少廢物損失並增加材料回收再利用的工業代謝。
於同年1989，「Scientific American」雜誌發表了一篇名為「Strategies for Manufacturing」的文章，使得「工業生態學」一詞受到廣泛關注。在這篇文章中，R.Frosch和N.Gallopoulos 提出了問題：為什麼我們的工業系統不能像生態系統一樣運作，其中一個物種的廢棄物可以成為另一個物種的資源？為什麼一個行業的產出不能成為另一個行業的輸入，從而減少原材料的使用、污染，並節省廢物處理成本呢?
這個願景孕育了生態工業園區的概念，這是由工業生態學原則所規範的工業複合體。一個顯著的例子存在於丹麥卡倫堡市的一個工業園區。在園區中，許多公司之間存在著副產品和廢熱的多重聯繫，包括一個大型發電廠、一家煉油廠、一家製藥廠、一家石膏板工廠、一家酵素製造商、一家廢物處理公司和城市本身。R.Frosch和N.Gallopoulos的思想在某種程度上只是對早期觀念的延伸，例如巴克明斯特·富勒及其學生J. Baldwin所宣揚的效率和減廢思想，以及Amory Lovins和Rocky Mountain Institute.提出的能源共生之平行理念。

## 1990年代
1991年，C. Kumar Patel在華盛頓特區的美國國家科學院，組織了一場重要的工業生態學的座談會，於1991年5月20日至21日舉行。這些論文後來被發表在《美國國家科學院院刊》上，成為工業生態學的優秀參考資料。

## 2000年後
1997年起的《工業生態學期刊》The Journal of Industrial Ecology、2001年起的《國際工業生態學學會》International Society for Industrial Ecology、以及自2004年起的《工業生態學進展期刊》Progress in Industrial Ecology，在國際科學界廣泛涵蓋了工業生態學。
工業生態學的原則之應用也在各種政策領域中興起，如中國正在推動的循環經濟概念。儘管循環經濟的定義尚未正式制定，但通常來說，焦點集中在創建物質的循環流動和能量的層層傳遞等策略上。該策略旨在實現更有效的經濟運作，減少污染物和其他不需要的副產品。例如:利用製程的廢熱，來驅動另一個需要較低溫度的過程，這最大化地提高了能源的效率。